# Цветков, Егор Алексеевич
Егор Алексеевич Цветков (род. 2 февраля 1996, Ярославль) — российский хоккеист, защитник клуба «Юнисон-Москва».

## Биография
Воспитанник ярославского «Локомотива», играл за команды системы клуба «Локо» (МХЛ, 2012/13 — 2015/16), «Локо-Юниор» (МХЛ-Б, 2013/14 — 2014/15), «Рязань» (ВХЛ, 2015/16 — 2016/17). Выступал за команды ВХЛ «Звезда» Чехов/Москва (2017/18 — 2018/19), «Ростов» (2019/20), «Горняк» Учалы (2020/21), «Дизель» Пенза (2021/22 — 2022/23). С сезона 2023/24 — игрок клуба чемпионата Казахстана «Сарыарка» Караганда.
Чемпион МХЛ 2016. Серебряный призёр хоккейного турнира зимних юношеских Олимпийских игр 2012 года.